# Demerath

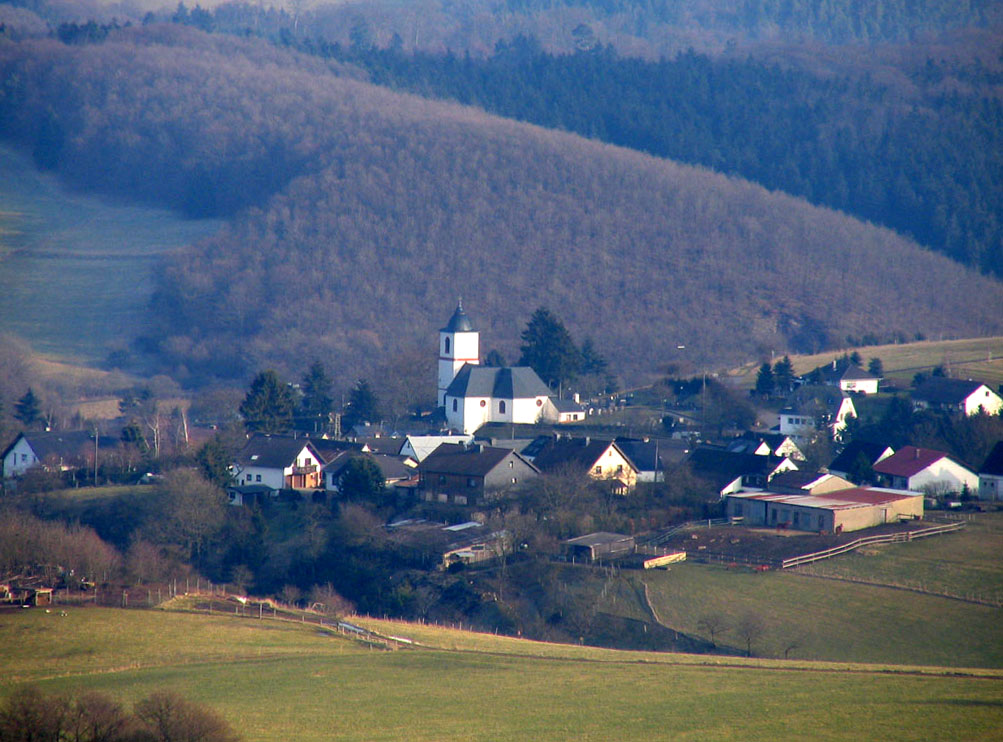
Blick von Westen (Steineberg) aus auf Demerath

Demerath ist eine Ortsgemeinde im Landkreis Vulkaneifel in Rheinland-Pfalz. Sie gehört der Verbandsgemeinde Daun an.

## Geographie
Die Gemeinde liegt im Naturpark Vulkaneifel sowie im Landschaftsschutzgebiet „Zwischen Ueß und Kyll“. Zu Demerath gehören auch die Wohnplätze Demerathermühle und Kiefernhof.
In der weiteren Umgebung von Demerath befinden sich einige Maare, zum Beispiel das Pulvermaar und das Holzmaar in Gillenfeld, das Schalkenmehrener Maar und das Ulmener Maar. Die Entfernung nach Cochem an der Mosel und zum Nürburgring beträgt jeweils 25 km.

## Geschichte
Der Ort wird erstmals im Jahre 1075 unter dem Namen Diemunderode urkundlich erwähnt. 1319 wird der Ort als Demeroyt bezeichnet, 1341 als Dymelderade und 1368 als Dymenroide. 1475 wird die Kirche am Ort als Filiale Demarait der Pfarrei Wollmerath bezeichnet. Seit 1518 befand sich in Demerath ein Hochgericht der Grafen von Manderscheid. 1644 kommt es zur Schlacht an der Steineberger Ley, bei der viele Anwohner der Gegend von lothringischen Truppen niedergemacht werden. 1728 erhält Demerath, Ambts Dauhn, eine Polizey oder Dorfordnung. 1794 wird der Ort von französischen Truppen besetzt. Um 1794 wird auch die sogenannte Freiheitseiche gepflanzt. 1803 wird Demerath zur selbständigen Pfarrei erhoben. Seit 1815 gehört Demerath zum preußisch gewordenen Kreis Daun. 1841 erhält die Gemeinde eine neue Polizeiverordnung für die Bürgermeisterei Gillenfeld. Seit 1904 gibt es in Demerath eine Telefonleitung. 1920 wird die Freiwillige Feuerwehr und 1960 wird der Musikverein gegründet. 1970 wurde die Schule am Ort aufgelöst. 2003 wird die marode Freiheitseiche gefällt und eine neue gepflanzt.
Statistik zur Einwohnerentwicklung
Die Entwicklung der Einwohnerzahl von Demerath, die Werte von 1871 bis 1987 beruhen auf Volkszählungen:
| Jahr | Einwohner |
| ---- | --------- |
| 1815 | 298       |
| 1835 | 342       |
| 1871 | 364       |
| 1905 | 352       |
| 1939 | 327       |
| 1950 | 336       |
| 1961 | 291       |

| Jahr | Einwohner |
| ---- | --------- |
| 1970 | 297       |
| 1987 | 303       |
| 1997 | 317       |
| 2005 | 326       |
| 2011 | 316       |
| 2017 | 303       |
| 2023 | 285       |

## Politik

### Gemeinderat
Nach der Kommunalwahl am 9. Juni 2024 hat sich der Gemeinderat konstituiert. Er besteht aktuell aus zwei Beigeordneten und vier Ratsmitgliedern.

### Bürgermeister
Das Amt des Ortsbürgermeisters von Demerath ist derzeit (Stand Januar 2025) vakant. Da bei der Direktwahl am 26. Mai 2019 und am 9. Juni 2024 keine Bewerbungen für das Amt vorlagen, oblag die Neuwahl des Bürgermeisters gemäß Gemeindeordnung dem Rat, der aber bisher keinen Kandidaten gefunden hat. Der zunächst sich noch geschäftsführend im Amt befindliche bisherige Bürgermeister Andreas Schäfer hat die Funktion niedergelegt. Daher führt seit dem 11. Juli 2019 der Erste Beigeordnete die Amtsgeschäfte. Seit der Neuwahl in der konstituierenden Sitzung des Gemeinderates am 27. August 2019 ist dies Volker Grundmann. Das hat sich Stand Januar 2025 auch nicht geändert.
Der bis 2019 amtierende Ortsbürgermeister Andreas Schäfer war 2014 als Nachfolger von Horst Becker angetreten.

### Wappen
| Wappen von Demerath | Blasonierung: „Unter silbernem Schildhaupt, darin schräggekreuzt rotes Schwert und roter Schlüssel, in Grün ein goldener Stein, aus dem unteren Schildrand wachsend, darüber zwei goldene Eichblätter mit Eicheln.“ |
| Wappen von Demerath | Wappenbegründung: Auf Petrus und Paulus, die beiden Schutzpatrone der Pfarrkirche von Demerath, nehmen Schlüssel und Schwert Bezug. Die Farben Silber und Rot weisen auf die historischen Bindungen zum ehemaligen Kurfürstentum Trier hin. Der untere Teil nimmt Bezug auf Ereignisse in der Zeit der Französischen Revolution. Damals wurde vor der Kirche von den Bürgern eine sogenannte „Revolutionseiche“ gepflanzt, unter der sich der alte Gerichtsstein befand. Der grüne Hintergrund steht für die landschaftlich reizvolle Lage von Demerath. |

## Bauwerke
Demerath hatte zwei Backhäuser (mundartlich „Backes“ genannt), eines im Oberdorf und eines im Unterdorf. Existent ist noch der Backes im Unterdorf, der ursprünglich ein Strohdach hatte. Das Gebäude wurde 1879 umgebaut und mit einem Schieferdach versehen. Es bekam zwei Öfen, die alle 14 Tage für die Dorfgemeinde befeuert wurden. An der Seite des Backhauses befand sich früher noch ein Brandweiher und ein Turm, in dem die Löschschläuche der Feuerwehr aufbewahrt wurden. In den 1970er Jahren wurde der Backes von der Dorfgemeinschaft Demerath renoviert. Zu besonderen Anlässen werden die Öfen wieder befeuert und darin Brot gebacken.